# Dumitru Anghel
Dumitru Anghel (n. 23 august 1939, com. Secara, jud. Teleorman) este un cronicar de teatru și cronicar muzical, critic literar, publicist, un excelent portretist literar (George Apostoiu), metodic, bine documentat și mai ales cu o anume dragoste față de autorii comunității brăilene (Emilian Marcu). 

## Studii
Școala primară în comuna natală (1946- 1950); Liceul Mixt din Turnu Măgurele - Teleorman (1950-1956) și Facultatea de Filologie a Universității din București (1958-1963). 

## Activitatea profesională
Miner în Abatajul de Orizontul 4, Mina Lupeni (1956-1958); profesor de limba și literatura română la școlile generale din municipiul Brăila: nr. 23 (1964- 1966), nr. 21 (1966-1968), nr. 17 (și director, 1971-1973), nr. 18 (1973- 1978), nr. 11 (și director, 1979-1985) și nr. 12 (și director, 1985-2001); director al Casei de Creație a Județului Brăila (1968-1970); președinte al Comitetului pentru Cultură și Artă al Municipiului Brăila (1970-1973). A desfășurat o bogată activitate culturală și obștească în calitate de autor de scenarii și spectacole de teatru, de estradă și pentru copii și elevi, spectacole de teatru - amatori. Între 1973-1983, a editat publicația Educatorul a Sindicatului Învățământ Brăila. Are o bogată prestație publicistică în ziare și reviste, cum sunt: Contemporanul, România literară, Luceafărul, Tribuna școlii, România liberă, Scânteia, Scânteia tineretului, Viața nouă (Galați), Argeș (Pitești), Curierul Atenei (Grecia), Caligraf (Alexandria), și, mai ales, în presa brăileană prin periodicele Înainte, Libertatea, Analele Brăilei, Ancheta, Brăila, Florile Dunării, Monitorul de Brăila, Obiectiv. Vocea Brăilei etc. Între 1965-2010 publică peste 1200 de articole, în exclusivitate de cultură: cronici muzicale, de teatru, de film, literare, recenzii de carte - literatură, muzică, plastică - eseu, de atitudine, portrete literare, civice etc. Redactor al revistei Florile Dunării, redactor șef al revistei Vocea a treia a Clubului Seniorilor din Învățământ, redactor șef al revistei online de cultură și literatură Zeit. Membru al Societății Filarmonice “Lyra” (din 1974) și membru al Cenaclului literar “Mihail Sebastian” din Brăila. Redactor de carte și autor de prefețe se ocupă de tipărirea și lansarea cărților unor scriitori brăileni. Debut publicistic: cronică muzicală (Contemporanul, 1962). 
Volume publicate: Monografia Școlii nr. 12 Brăila (1947); Cetățeni de Onoare ai Brăilei (2004); Portrete în aquaforte (2004); Brăila muzicală (2005); Jurământul... Euterpei (Nicu Teodorescu, o viață închinată muzicii) (2006); Portrete cu variațiuni pe contrapunct (2006); Portrete în clarobscur - proză, publicistică (2007); Reverențe critice (2009). 
Distincții: 
- Profesor evidențiat (1981);
- Diploma de excelență acordată de Biblioteca Județeană “Panait Istrati” Brăila (2009);
- Diploma de excelență acordată de Societatea Filarmonică “Lyra” Brăila (2009).